# Emma Tucker
Emma Jane Tucker (ur. 24 października 1966 w Londynie) – brytyjska dziennikarka, od stycznia 2020 redaktor naczelna „The Sunday Times”, wcześniej zastępczyni redaktora naczelnego „The Times”. W grudniu 2022 została wybrana na stanowisko redaktora naczelnego „The Wall Street Journal”, jako pierwsza kobieta w 133-letniej historii pisma.

## Życiorys
Tucker urodziła się 24 października 1966 w Londynie, jej rodzice to Nicholas Tucker i Jacqueline Anthony. Uczęszczała do szkół średnich w hrabstwie East Sussex oraz w Nowym Meksyku. Jest absolwentką University College w Oksfordzie, gdzie w roku 1989 uzyskała dyplom w dziedzinie filozofii, nauk politycznych i ekonomii.

### Kariera dziennikarska
Początki jej kariery dziennikarskiej są związane z dziennikiem „Financial Times” (FT), gdzie w 1990 rozpoczęła staż i pisała na tematy ekonomiczne oraz polityczne. Była również zagraniczną korespondentką FT w Brukseli i w Berlinie, a w końcu została redaktorką „Financial Times Weekend”.
W 2007 roku weszła w skład redakcji „The Times”, a rok później objęła stanowisko redaktorki „Times2” (codziennego dodatku do głównego wydania gazety). W 2012 roku otrzymała awans na stanowisko dyrektor wydawniczej, a w 2013 została zastępcą redaktora naczelnego „The Times”.
W styczniu 2020 roku objęła funkcję redaktor naczelnej „The Sunday Times”, jako druga w historii kobieta po Rachel Beer, ciotce poety Siegfrieda Sassoona, która pełniła ją w latach 1893–1901. Według informacji opublikowanych przez News Corp pod kierownictwem Tucker liczba cyfrowych subskrypcji „The Times” i „The Sunday Times” zwiększyła się z 320 tys. pod koniec 2019 roku do około 450 tys. we wrześniu 2022 roku, podwoiło się również cyfrowe czytelnictwo pism.
W grudniu 2022 Tucker otrzymała nominację na stanowisko redaktora naczelnego „The Wall Street Journal”, jako pierwsza kobieta w 133-letniej historii tego pisma o tematyce gospodarczej, zastępując Matta Murraya kierującego nim od połowy 2018 roku. Tucker swoją funkcję objęła 1 lutego 2023 roku.